# 차이낫 혼빌 FC
차이낫 혼빌 FC(태국어: สโมสรฟุตบอลชัยนาท ฮอร์นบิล)는 차이낫주를 연고로 하는 태국의 축구단이다. 현재 타이 리그 2에 참가하고 있다.

## 우승
- 타이 리그 2: 2017
- 태국 FA컵: 2016

## 선수 명단

### 현역
참고: FIFA 자격 규정에 따라 소속된 국가대표팀 국기를 표시합니다. 선수는 복수의 FIFA 비회원국 국적을 가지고 있을 수 있습니다.
| 번호 | 포지션 | 국적 | 이름 |
| ---- | ------ | ---- | ---- |

| 번호 | 포지션 | 국적 | 이름 |
| ---- | ------ | ---- | ---- |